# Régiment des Étrangers de Dunkerque
Le Régiment des Étrangers de Dunkerque est une force militaire française créée en 1762 par le Secrétaire d'État Choiseul, et dissoute l'année suivante. Ce régiment succédait officiellement aux Compagnies Franches de la Marine à la suite de leur radiation en pleine Guerre de Sept Ans. Destiné à remplir les mêmes missions que ces dernières en mer et aux colonies, il fut supprimé avant même d'avoir connu le feu.  

## Une situation militaire critique

### Décomposition et suppression des Compagnies Franches de la Marine
Le déploiement des compagnies franches à travers tout l'espace colonial répond aux attentes de leur mission. Mais cette dispersion s'avère peu à peu problématique. Au cours de la Guerre de Sept Ans, la Marine britannique prenant significativement l'avantage partout où ses escadres se déploient, les colonies françaises sont pratiquement coupées de la métropole. Certaines possessions, notamment la Louisiane ou la Guyane, ne recevront qu'une poignée de vaisseaux durant toute la guerre, et seront presque livrées à elles-mêmes. L'extrême difficulté pour la marine française pour s'imposer et convoyer ravitaillement et renforts permet ainsi aux Britanniques maîtres des mers de s'emparer graduellement de l'empire français. Citons pour les principaux établissements : Île Royale, comptoirs du Sénégal et Guadeloupe en 1758, Canada en 1760, Martinique et Indes en 1761. 
Les compagnies franches de la Marine, éclatées, privées de renforts, minées par les désertions et les maladies, voient leurs effectifs chuter. Les soldats pouvant être rapatriés en France après la perte du Canada et de l'Inde sont versés dans les troupes gardant les côtes des "descentes" anglaises, ou affectés sur les navires restants. Cet état de fait motive Choiseul à supprimer les Compagnies franches le 5 novembre 1761.

### L'objectif de Choiseul: les colonies
Dans l'esprit de Choiseul, la guerre en outre-mer n'est pourtant pas encore perdue. Les Mascareignes, la Louisiane et Saint-Domingue sont toujours françaises et constituent des points d'appuis importants et relativement solides. Toute la question est de savoir s'ils peuvent être atteints par des renforts de métropole. Cet esprit combatif sera visible à travers l'exemple éclairant de l'expédition de Terre-Neuve à  l'été 1762, qui précède une hypothétique reconquête du Canada. 
Mais la France ne dispose plus d'unité constituée spécialisée dans l'action mer-terre, comme l'étaient les compagnies franches. Par l'ordonnance royale du 1er février 1762, Choiseul décide donc de la création d'une nouvelle troupe de marine. Ordre est donné de réunir et de former à Dunkerque un régiment de seize compagnies de 100 "soldats-matelots". On fait appel à des volontaires ayant déjà une expérience maritime. Mais la garde des côtes mobilise bien trop d'effectifs. De plus, il n'y a plus assez de marins français disponibles pour un tel projet : la vicieuse stratégie britannique de saper le "réservoir" de marins par la capture systématique des équipages français a porté ses fruits.

## Le régiment du colonel Marani (ou Marasse?)

### Les soldats-matelots: origines, organisation, compétences
À Dunkerque, le colonel Marani est volontaire pour constituer cette unité. Ce premier essai est infructueux. Seule une poignée d'hommes est engagée et une partie des officiers enrôlés vient de l'armée de terre. On note tout de même la présence d'anciens des compagnies franches. Le colonel Marani se résout donc à embaucher des marins étrangers présents dans les ports français, et que le blocus britannique empêche de reprendre le large. Pour tenter de compléter les effectifs, des déserteurs français graciés sont invités à rejoindre les rangs. 
Les engagés signent pour trois ans. Ils sont organisés en deux bataillons de huit compagnies de 100 hommes, ce qui porterait l'effectif souhaité à 1 600 soldats-matelots. Manœuvre de la dernière chance, la troupe de soldats de marine ainsi voulue prend alors le nom de Régiment des étrangers de Dunkerque. Comme pour accentuer cet aspect hétérogène et hétéroclite, l'appellation qui nous est parvenue n'est pas fixe. L'unité est également appelée Régiment de soldats-matelots, Matelots étrangers de Dunkerque ou plus simplement encore Étrangers de Dunkerque... 
La mission pensée pour ces hommes se rapproche de celle des anciennes unités de troupes de marine. Il s'agirait essentiellement du service embarqué à bord des navires de la Royale et du débarquement sur un rivage ennemi. Au vu des circonstances, la défense des côtes et des ports reviendrait aux troupes et aux milices déjà présentes. Malgré cette orientation maritime, le régiment dépend du Secrétariat d'État de la Guerre. Il est rattaché à l'armée de terre, alors que les Compagnies franches dépendaient de la Marine.

### Équipement: la tenue réglementaire
Si l'unité en elle-même est peu connue, la composition précise de la tenue règlementaire nous est parvenue.
- Pour les officiers

Habit de drap bleu doublé de rouge, collet, parements et revers rouges, bordés d'un galon d'argent étroit.
Sept brandebourgs en argent aux revers, deux sur les bords de l'habit, entre le revers et la taille, deux brandebourgs avec boutons d'argent derrière. 
Veste rouge doublée de blanc, bordé d'un galon d'argent étroit, avec deux rangées de boutonnières.
Culotte rouge, bas bleus. Chapeau noir bordé d'un galon d'argent. Écharpe blanche, hausse-col doré.
Pour les capitaines : deux galons d'argent. Pour les lieutenants un seul.
- Pour les officiers-mariniers

Même chose, à la différence que les brandebourgs sont remplacés par des boutons d'argent.
Pour les maîtres d'équipage en service : ceux-ci doivent porter autour du cou une chaine d'argent avec une plaque du même métal gravé aux armes du roi, en plus d'un sifflet de commandement
- Soldats-matelots

Petit surtout de gros drap bleu fermé par derrière, collet et parement rouge, manches allant jusqu'aux poignets.
Camisole de drap bleu doublée de blanc, à petit revers rouges.
Boutons du surtout et de la camisole en os blanc.
Deux culottes, l'une en drap bleu pour le service en mer, l'autre en toile grise pour le travail. Bas de laine bleue.
Ceinture rouge, chapeau rond à la hollandaise, recouvert de toile cirée noire et munie d'un cordon pour l'attacher.
Pour les tambours et fifres : casaques à la livrée du roi.

## Échec de la mise en place de l'unité

### Impérities, méfiance et désintérêt
L'intérêt du pouvoir pour les matelots étrangers de Dunkerque faiblit : le colonel Marani a en effet toutes les peines du monde à recruter et former ses soldats et doit encore se battre avec une bureaucratie dont l'inertie fait traîner les démarches pour recevoir matériel, équipement et uniformes. Le recrutement est très laborieux, l'argent manque et la formation en elle-même s'éternise. Tant et si bien que l'expédition de Terre-Neuve (juin à novembre 1762), opération à laquelle aurait dû participer naturellement les soldats-matelots, s'effectuera avec le seul concours des troupes métropolitaines. Elle échouera par ailleurs.
Cette expédition est une démonstration de force isolée : la guerre, que l'on sait perdue, lasse le peuple tout comme le gouvernement et démoralise le pays un peu plus chaque jour. Choiseul cherche à sortir du conflit à la suite de deux importantes défaites de l'armée française en Allemagne (Rossbach et Krefeld). Alors que les Prussiens acculés repoussent les assauts coalisés, les Anglais grignotent toujours plus les possessions françaises d'outre-mer. 
Le régiment de soldats-matelots n'embarquera jamais. Les négociations pour la paix sont en cours depuis novembre 1762 et toute idée de reconquête coloniale ou d'opération en outre-mer s'évanouit peu à peu en ce début 1763. Le colonel Marani doit jeter l'éponge, découragé. L'ordonnance royale du 19 mars 1763 proclame la radiation officielle du régiment, un mois à peine après la signature du Traité de Paris, le 10 février.

### Bilan et héritage
Unité rassemblant des éléments aussi divers que disparates, les Étrangers de Dunkerque témoignent de la volonté désespérée, vaine et illusoire d'une poursuite par la France de la guerre aux colonies. Le régiment sera liquidé sans même avoir eu ses effectifs au complet et sans avoir perçu la totalité de son matériel. Acteur méconnu resté dans les coulisses de l'Histoire de France, cette étrange formation a le mérite d'inaugurer la période de réforme militaire française initiée par Choiseul et qui se poursuivra pendant un quart de siècle. 
Reprenant l'idée d'un recrutement étranger pour un régiment de soldats de marine, le Corps des Volontaires étrangers de la Marine sera en quelque sorte l'héritier des matelots étrangers de Dunkerque.

## Sources et bibliographie
- Jean-Marc Lanclume, Les Troupes de Marine, quatre siècles d'histoire, Lavauzelle, 2002  (ISBN 2-7025-0572-4)
- Louis Beaudza La Formation de l'armée coloniale (extraits), Librairie militaire L. Fournier et Cie, 1939
- Histoire et épopée des troupes coloniales, 4e édition, Presses modernes, 1956.
- Les Carnets de la Sabretache, bulletin des collectionneurs de figurines et des amis de l'Histoire militaire. Nouvelle série, no 85, numéro spécial 1986 : «Les Troupes de Marine, 1622-1900. 1re partie»
- Archives du Centre d'histoire et d'étude des troupes d'outre-mer (CHETOM), au musée des Troupes de Marine de Fréjus : sous-série 15h, carton 15H11